# Facilitátor
A facilitátor egy olyan személy aki facilitál. Segít csoportoknak, csapatoknak megérteni a közös céljaikat és segít megtervezni, miképp érjék el ezeket. Eközben a facilitátor semleges marad, nem foglal állást a kérdésekben. Ehelyett a csoport figyelmét vezeti és azt a csoportnak fontos dolgokra fókuszálja.

## Facilitátorok típusai

### Üzleti facilitátor
Egy üzleti vállalkozás megbeszéléseit facilitálja. Az üzleti facilitátorok sokszor egy-egy csapathoz tartoznak, és annak nagyobb megbeszéléseit vezetik.

### Esemény facilitátor
Egy nagyobb horderejű eseményt facilitál, vagy ezen belül egy szakaszt.

### Vizuális facilitátor
Olyan facilitátor, aki a beszélgetés vezetésével egy időben a táblára jegyzeteli a megbeszélésen elhangzottakat és a jegyzeteket apró rajzokkal, vizuális elemekkel színesíti.

## Facilitációhoz szükséges egyéni készségek

### Aktív figyelem
Az facilitátor figyelmi tere 
- széles: figyel az egyénre, a csoportra és saját érzelmi viszonyulásaira, hogy semleges tudjon maradni.
- aprólékos: a résztvevők apró rezdüléseiből is tud következtetni azok belső érzelmi állapotára.

### Semlegesség
A facilitátor semlegessége nagyon fontos ahhoz, hogy a résztvevők bizalmat adjanak. Ha a facilitátor nem pártatlan, akkor a bizalmatlanság falába ütközhet, előfordulhat, hogy ellenfélnek tekintik.

### Magabiztosság
Egy megbeszélés kézben tartásához szükség van arra, hogy a facilitátor biztosan és komfortosan legyen jelen szerepében, és hogy ezt sugározza a csoport felé. 